# Хейджан (метеостанция)
Хейджа́н — упразднённая метеостанция в Охотском районе Хабаровского края. Входила в состав Инского сельского поселения. Расположена в 120 километрах от Охотска.

## Население
| 2002 | 2010 | 2011 | 2012 |
| ---- | ---- | ---- | ---- |
| 6    | ↘3   | →3   | →3   |

## История
В соответствии с Законом Хабаровского края от 28 марта 2007 года N 109 «Об административно-территориальном устройстве Хабаровского края» упразднили сельский населенном пункт метеостанция Хейджан 25 декабря 2013 года в связи с отсутствием проживающих там граждан.